# Mistrzostwa Polski w piłce nożnej plażowej mężczyzn 2012
Mistrzostwa Polski w piłce nożnej plażowej 2012 – 1. edycja najwyższych w hierarchii rozgrywek ligowych polskiej klubowej piłki nożnej plażowej. W pierwszych dwóch turniejach Ekstraklasy rozegrano 6 kolejek spotkań, po których przeprowadzano finał Mistrzostw Polski. Tytuł obronił Grembach Łódź.
Pierwszą bramkę rozgrywek zdobył w meczu Hurtap Mat Łęczyca - Vacu Activ Słupsk zawodnik gospodarzy Tomasz Lenart (mecz zakończył się wynikiem po dogrywce 5:6).

## Format rozgrywek
W 2012 roku format rozgrywek piłki plażowej w Polsce uległ zmianie. Rozgrywki zostały utworzone na wzór Europejskiej Ligi Beach Soccera. Osiem najlepszych drużyn z rankingu z 2011 roku utworzyło pierwszy poziom ligowy. Pozostałe drużyny zgłoszone do rozgrywek utworzyły I ligę. 
Wyłonienie Mistrza Polski polegało na rozegraniu dwóch turniejów Ekstraklasy. Sześć najlepszych drużyn awansowało do finałowego turnieju rozgrywanego w Ustce, natomiast dwie najgorsze brały udział w turnieju barażowym rozgrywanym równolegle do finałów.
| I turniej | II turniej | Finał Mistrzostw Polski |
| --------- | ---------- | ----------------------- |
| Gdynia    | Darłówko   | Ustka                   |

## Drużyny
| Uczestnicy poprzedniej edycji                                                                                 | Uczestnicy poprzedniej edycji | Uczestnicy poprzedniej edycji | Uczestnicy poprzedniej edycji |
| --- | ----------------------------- | ----------------------------- | ----------------------------- |
| GRE | Grembach Łódź                 | 1                             |                               |
| HEM | Hemako Sztutowo               | 3                             |                               |
| ETA | ETA Zagłębie Dąbrowa Górnicza | 4                             |                               |
| SŁU | Team Słupsk                   | 5                             |                               |
| HUR | Hurtap Łęczyca                | 6                             |                               |
| RAP | KP Rapid Lublin               | 7                             |                               |
| WOD | Wodomex Bojano                | 8                             |                               |
| FBS | Futsal & Beach Soccer Kolbudy | 13                            |                               |
| Oznaczenia: - kolumna pierwsza – skróty nazw drużyn, - kolumna trzecia – miejsce zajęte w poprzednim sezonie. |                               |                               |                               |

Uwagi:
- Drużynę KS Piórkowscy Koziołki (2. miejsce w rankingu) zastąpił Drink Team Kolbudy (drużyna z 13. miejsca w rankingu).

## Wyniki

### Runda zasadnicza
| Miejsce | Drużyna                          | Mecze | Punkty | Zwyc. | Zw.pd. | Zw.pk. | Por. | Bramki |
| ------- | -------------------------------- | ----- | ------ | ----- | ------ | ------ | ---- | ------ |
| 1.      | Grembach Łódź                    | 6     | 15     | 5     | 0      | 0      | 1    | 27-11  |
| 2.      | Hurtap Mat Łęczyca               | 6     | 12     | 4     | 0      | 0      | 2    | 36-24  |
| 3.      | Hotel Continental Krynica Morska | 6     | 11     | 3     | 1      | 0      | 2    | 24-18  |
| 4.      | ETA Zagłębie Dąbrowa Górnicza    | 6     | 11     | 3     | 1      | 0      | 2    | 20-17  |
| 5.      | Drink Team Kolbudy               | 6     | 8      | 2     | 1      | 0      | 3    | 27-29  |
| 6.      | Vacu Activ Słupsk                | 6     | 5      | 1     | 1      | 0      | 4    | 18-32  |
| 7.      | Sport Pub Rapid Lublin           | 6     | 3      | 1     | 0      | 0      | 5    | 14-20  |
| 8.      | Wodomex Bojano                   | 6     | 1      | 0     | 0      | 1      | 5    | 20-35  |

## Finał Mistrzostw Polski 2012

### Drużyny
| Zespół                           | Grupa |
| -------------------------------- | ----- |
| Drink Team Kolbudy               | B     |
| ETA Zagłębie Dąbrowa Górnicza    | A     |
| Grembach Łódź                    | A     |
| Hotel Continental Krynica Morska | B     |
| Hurtap Mat Łęczyca               | B     |
| Vacu Activ Słupsk                | A     |

### Wyniki

#### Faza grupowa

##### Grupa A
| Miejsce | Drużyna                       | Mecze | Punkty | Zwyc. | Zw.pd. | Por. | Bramki |
| ------- | ----------------------------- | ----- | ------ | ----- | ------ | ---- | ------ |
| 1.      | Grembach Łódź                 | 2     | 6      | 2     | 0      | 0    | 13-8   |
| 2.      | ETA Zagłębie Dąbrowa Górnicza | 2     | 3      | 1     | 0      | 1    | 10-12  |
| 3.      | Vacu Activ Słupsk             | 2     | 0      | 0     | 0      | 2    | 11-14  |

##### Grupa B
| Miejsce | Drużyna                          | Mecze | Punkty | Zwyc. | Zw.pd. | Por. | Bramki |
| ------- | -------------------------------- | ----- | ------ | ----- | ------ | ---- | ------ |
| 1.      | Hurtap Mat Łęczyca               | 2     | 6      | 2     | 0      | 0    | 10-5   |
| 2.      | Hotel Continental Krynica Morska | 2     | 3      | 1     | 0      | 1    | 13-17  |
| 3.      | Drink Team Kolbudy               | 2     | 0      | 0     | 0      | 2    | 5-16   |

#### Faza pucharowa
| Mecz o V miejsce 4 sierpnia 2012 13:00 | Vacu Activ Słupsk | 5:2(1:0, 1:2, 3:0)Raport | Drink Team Kolbudy | Ustka |
|                                        |                   |                          |                    |       |

| I półfinał 4 sierpnia 2012 14:00 | Grembach Łódź | 8:1(1:0, 3:0, 4:1)Raport | Hotel Continental Krynica Morska | Ustka |
|                                  |               |                          |                                  |       |

| II półfinał 4 sierpnia 2012 15:00 | Hurtap Mat Łęczyca | 6:3(2:2, 2:0, 2:1)Raport | ETA Zagłębie Dąbrowa Górnicza | Ustka |
|                                   |                    |                          |                               |       |

| Mecz o III miejsce 5 sierpnia 2012 12:00 | Hotel Continental Krynica Morska | 3:2(0:0, 1:1, 2:1)Raport | ETA Zagłębie Dąbrowa Górnicza | Ustka |
|                                          |                                  |                          |                               |       |

| Finał 5 sierpnia 2012 13:00 | Grembach Łódź · Golański · Letniowski · Olejniczak · Baran · Mordon | 6:1(2:0, 3:0, 1:1)Raport | Hurtap Mat Łęczyca · Lenart | Ustka |
|                             |                                                                     |                          |                             |       |

### Klasyfikacja końcowa
| Lp. | Zespół                           |
| --- | -------------------------------- |
| 1.  | Grembach Łódź                    |
| 2.  | Hurtap Mat Łęczyca               |
| 3.  | Hotel Continental Krynica Morska |
| 4.  | ETA Zagłębie Dąbrowa Górnicza    |
| 5.  | Vacu Activ Słupsk                |
| 6.  | Drink Team Kolbudy               |

### Nagrody indywidualne
Źródło:
- Najlepszy zawodnik: Paweł Friszkemut (Hotel Continental Krynica Morska)
- Najlepszy bramkarz: Dariusz Słowiński (Grembach Łódź)
- Najlepszy strzelec: Witold Ziober (Grembach Łódź)
- Puchar fair play: Hotel Continental Krynica Morska

## Awans i spadek
W Ekstraklasie po turnieju barażowym utrzymała się drużyna Sport Pub Rapid Lublin. W miejsce Wodomexu Bojano awansowała Copacabana Gdańsk.